# Руйтер, Карлос
Карлос Руйтер де Оливейра Сантос (порт.-браз. Carlos Ruiter de Oliveira Santos; род. 26 марта 1943, Пескейра, Пернамбуку) — бразильский футболист, нападающий. Брат футболиста Жозе Плинио.

## Карьера
Карлос Руйтер начал карьеру в возрасте 16 лет в клубе «Моториста». Оттуда в 1961 году перешёл в «Ипирангу». Годом позже футболист стал игроком «Конфьянсы».Он дебютировал в составе команды в матче с «Паулистано» (2:1), где забил победный гол. В том же сезоне он выиграл с
«Конфьянсой» чемпионат штата Сержипи, где стал лучшим бомбардиром турнира. А на следующий сезон повторил это достижение. В том же году он стал лучший бомбардиром розыгрыша Чаши Бразилии. При этом девять голов он забил всего в трёх матчах. Годом позже форвард перешёл в «Кампиненсе». Там Карлос выиграл Чемпионат штата, вновь став лучшим бомбардиром первенства. В 1965 году он победил в розыгрыше чемпионата штата Пернамбуку. А последней командой для Руйтера стал клуб «Санта-Круз» из Ресифи.
В ноябре 1966 года Руйтер уехал во Францию, став игроком клуба «Бордо». В январе 1967 года он дебютировал за «жирондинцев» в матче с «Валенсьеном». В первом же сезоне бразилец забил в составе команды 10 голов в 12 матчах. В следующем сезоне он получил тяжёлую травму — перелом малой берцовой кости, из-за чего пропустил половину матчей. В сезоне 1968/1969 клуб завоевал серебряные медали национального чемпионата, а сам Руйтер стал вторым бомбардиром команды, уступив лишь один мяч Жаку Симону. Также в 1968 и 1969 годах «Бордо» выходил в финал Кубка Франции, но оба раза проигрывал. Бразилец выступал в команде на протяжении шести сезонов, проведя клубе 147 матчей и забив 58 голов. Летом 1972 года Руйтер перешёл в «Монако», выступавшем во втором дивизионе. За клуб он забил в первый же сезоне 31 гол в 32 матчах, из которых 26 голов в чемпионате, став вторым бомбардиром первенства. Этим форвард помог команде выйти в высший дивизион. Там он сыграл лишь в семи встречах и зимой покинул «Монако». Завершил карьеру Руйтер в клубе «Ла-Рошель» в 1974 году.

## Достижения

### Командные
- Чемпион штата Сержипи: 1962, 1963
- Чемпион штата Параиба: 1964
- Чемпион штата Пернамбуку: 1965

### Личные
- Лучший бомбардир чемпионата штата Сержипи: 1962
- Лучший бомбардир розыгрыша Чаши Бразилии: 1963 (9 голов)
- Лучший бомбардир чемпионата штата Параиба: 1964 (16 голов)
- Лучший бомбардир Кубка Альп: 1972 (3 гола)